# بوجانگای مایوت
بوجانگای مایوت (نام علمی: Dicrurus waldenii) نام یک گونه از تیره بوجانگا است.